# Razali Ismail

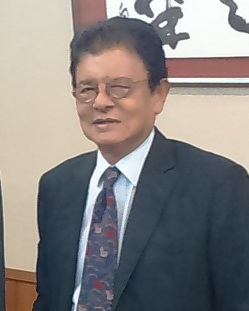
Razali Ismail

Tan Sri Razali Ismail (* 14. April 1939 in Alor Setar, Kedah, heute Malaysia) ist ein malaysischer Diplomat und UN-Politiker. Der Begriff Tan Sri ist ein Titel, der vom malaysischen Staat verliehen wird.
Ismail trat 1962 in den diplomatischen Dienst Malaysias ein. Nach verschiedenen Positionen im Ausland, u. a. in London und Paris sowie im Außenministerium, wurde er malaysischer Botschafter in verschiedenen Staaten, so von 1978 bis 1982 in Polen, Ungarn, der DDR und der Tschechoslowakei, von 1982 bis 1985 in Indien und von 1988 bis 1998 in Kuba, Jamaika, St. Lucia, Barbados sowie Trinidad und Tobago.
Von 1988 bis 1998 vertrat er Malaysia als ständiger Vertreter bei den Vereinten Nationen. 1989/90 saß er für sein Land im Weltsicherheitsrat, dem er als Präsident für ein Jahr vorstand. 1992 leitete er die malaysische Delegation beim ersten Weltklimagipfel in Rio de Janeiro. Am 17. September 1996 wählte die Generalversammlung der Vereinten Nationen Ismail zu ihrem Präsidenten, er leitete bis zum Ende seiner Amtszeit am 16. September 1997 52 reguläre Sitzungen, die 10. Notsitzung sowie die 19. Sondersitzung der Versammlung.
Vom 4. April 2000 bis Anfang Januar 2006 war Razali Ismail Sonderbotschafter der Vereinten Nationen für Myanmar, das ehemalige Birma. Er vermittelte zwischen der birmanischen Militärjunta und der Opposition um die Friedensnobelpreisträgerin Aung San Suu Kyi. Nach anfänglichen Erfolgen, die im Mai 2002 zur Entlassung Aung San Suu Kyis aus dem Hausarrest führten, behinderte die Staatsführung Myanmars nach dem Überfall auf Suu Kyis Wagenkolonne am 30. Mai 2003 seine Arbeit immer mehr. Schließlich verweigerte sie ihm nach seinem letzten Besuch in Rangun Anfang März 2004 die weitere Einreise. Da er damit seine von den Vereinten Nationen übertragene Aufgabe 22 Monate lang nicht mehr wahrnehmen konnte, verzichtete er auf eine Verlängerung seines Vertrags, als dieser am 3. Januar 2006 auslief.
Neben diesen Tätigkeiten lehrte Ismail als Gastprofessor Internationale Studien an der Michigan State University, USA (1993–1995), sowie an den Universitäten Kebangsaan und Putra, Malaysia.
Razali Ismail ist verheiratet und hat drei Kinder.

## Razali-Plan
Der Begriff „Razali-Plan“ bezeichnet einen von Razali ausgearbeiteten Entwurf zur Reform des UN-Sicherheitsrats.
Eckdaten des Entwurfes sind:
- Erweiterung um neun weitere Mitglieder (5 ständige und 4 nicht-ständige)
- ständige Sitze sollen folgend besetzt werden: je ein Sitz an Afrika, Asien und Lateinamerika/Karibik, zwei weitere Sitze sollen durch Industriestaaten besetzt werden
- nicht-ständige Sitze sollen auf Regionen verteilt werden (Afrika, Asien, Osteuropa und Lateinamerika/Karibik)
- neue ständige Mitglieder erhalten kein Vetorecht, Alte sollen vom Vetorecht nur noch in Fällen von Kapitel VII der UN-Charta Gebrauch machen
- es besteht ein Quorum von 15 Stimmen
- die Charta-Änderungen sollen durch eine Konferenz nach 10 Jahren überprüft werden